# Ноллвуд (Техас)
Ноллвуд (англ. Knollwood) — місто (англ. city) в США, в окрузі Грейсон штату Техас. Населення — 764 особи (2020).

## Географія
Ноллвуд розташований за координатами 33°41′21″ пн. ш. 96°37′6″ зх. д. / 33.68917° пн. ш. 96.61833° зх. д. (33.689259, -96.618462).  За даними Бюро перепису населення США в 2010 році місто мало площу 0,86 км², уся площа — суходіл.

## Демографія
Згідно з переписом 2010 року, у місті мешкало 226 осіб у 97 домогосподарствах у складі 56 родин. Густота населення становила 263 особи/км².  Було 106 помешкань (123/км²).
Расовий склад населення:
| - 87,2 % — білих - 4,4 % — чорних або афроамериканців - 1,3 % — корінних американців - 0,4 % — азіатів - 4,4 % — осіб інших рас |

До двох чи більше рас належало 2,2 %. Частка іспаномовних становила 6,2 % від усіх жителів.
За віковим діапазоном населення розподілялося таким чином: 24,3 % — особи молодші 18 років, 64,6 % — особи у віці 18—64 років, 11,1 % — особи у віці 65 років та старші. Медіана віку мешканця становила 37,7 року. На 100 осіб жіночої статі у місті припадало 101,8 чоловіків;  на 100 жінок у віці від 18 років та старших — 96,6 чоловіків також старших 18 років.
Середній дохід на одне домашнє господарство  становив 51 406 доларів США (медіана — 44 345), а середній дохід на одну сім'ю — 63 502 долари (медіана — 58 333). За межею бідності перебувало 7,9 % осіб, у тому числі 0,0 % дітей у віці до 18 років та 0,0 % осіб у віці 65 років та старших.
Цивільне працевлаштоване населення становило 201 особа. Основні галузі зайнятості: транспорт — 17,4 %, роздрібна торгівля — 15,4 %, освіта, охорона здоров'я та соціальна допомога — 14,9 %.